# Prochilodus britskii
Prochilodus britskii es una especie de pez de la familia Prochilodontidae en el orden de los Characiformes.

## Morfología
Los machos pueden llegar alcanzar los 23,8 cm de longitud total.
- Número de  vértebras: 40-41.[1]

## Hábitat
Es un pez de agua dulce y de  clima tropical.

## Distribución geográfica
Se encuentran en Sudamérica:  cuenca del río Apiaceae (Mato Grosso, Brasil ).